# Elecciones presidenciales de Brasil de 1906
La elección presidencial de Brasil de 1906 se realizó el 1 de marzo para los cargos de presidente y vicepresidente en los veinte estados de la época y el distrito federal de Río de Janeiro. Resultó vencedor Afonso Pena.

## Resultados
| Elección presidencial | Elección presidencial | Elección presidencial | Elección de vicepresidente | Elección de vicepresidente | Elección de vicepresidente |
| Candidato             | Votos                 | Porcentaje            | Candidato                  | Votos                      | Porcentaje                 |
| --------------------- | --------------------- | --------------------- | -------------------------- | -------------------------- | -------------------------- |
| Afonso Pena           | 288 285               | 97,92%                | Nilo Peçanha               | 272 529                    | 92,96%                     |
| Lauro Sodré           | 4865                  | 1,65%                 | Alfredo Varela             | 618                        | 0,21%                      |
| Rui Barbosa           | 207                   | 0,07%                 | Rui Barbosa                | 211                        | 0,07%                      |
| Otros                 | 1044                  | 0,35%                 | Otros                      | 19 812                     | 6,76%                      |
| Votos nominales       | Votos nominales       | 294 401               | Votos nominales            | Votos nominales            | 293 170                    |
| Votos blancos/nulos   | Votos blancos/nulos   | 5599                  | Votos blancos/nulos        | Votos blancos/nulos        | 6830                       |
| Total                 | Total                 | 300 000               | Total                      | Total                      | 300 000                    |